# Work It (série télévisée)
Pour les articles homonymes, voir Work It.
Work It est une série télévisée américaine en treize épisodes de 22 minutes créée par Andrew Reich et Ted Cohen dont seulement deux épisodes ont été diffusés les 3 et 10 janvier 2012 sur le réseau ABC et en simultané au Canada sur Citytv. Les onze épisodes restants ont été diffusés en Nouvelle-Zélande durant l'année 2013.
Cette série est inédite dans tous les pays francophones.

## Synopsis
Deux hommes au chômage, Lee Standish et Angel Ortiz, se font passer pour des femmes afin de devenir représentants pharmaceutiques.

## Distribution

### Acteurs principaux
- Ben Koldyke (en) : Lee Standish
- Amaury Nolasco : Angel Ortiz
- Rochelle Aytes : Vanessa Warner
- John Caparulo (en) : Brian
- Kirstin Eggers : Kristin
- Beth Lacke : Connie Standish
- Rebecca Mader : Grace Hudson
- Kate Reinders (en) : Kelly
- Hannah Sullivan : Kat Standish

### Invités
- Sam Anderson : Dr Keith Sorenson (épisode 2)
- Stephen Tobolowsky : Dr David Deutsch (épisode 2)
- David Freese : lui-même (épisode 4)
- John Rubinstein : Dr Prescott (épisode 4)
- Carla Gallo : Michelle (épisode 4)
- Ciara Hanna : Cassandra (épisode 10)
- John Brotherton : Dave Bowden (épisode 12)
- Jim Piddock : Carl (épisode 13)
- Barbara Perry : Elderly Woman #1 (épisode 13)

## Production
En janvier 2011, ABC commande un pilote pour le projet de Andrew Reich et Ted Cohen, qui sera réalisé par Beth McCarthy-Miller (en).
Dès février, le casting principal débute, dans cet ordre : Amaury Nolasco et John Caparulo (en), Rebecca Mader, Ben Koldyke (en) et Kirstin Eggers, Rochelle Aytes et Kacie Lynch (Kat), Kate Reinders (en) et Beth Lacke.
Le 13 mai 2011, ABC commande la série et annonce quatre jours plus tard lors des Upfronts qu'elle sera diffusée à la mi-saison.
Durant l'été, Hannah Sullivan reprend le rôle de Kat tenu par Kacie Lynch dans le pilote, puis ajoute Sam Anderson et David Freese comme invités.
Après la diffusion du pilote qui a attiré 6,16 million de téléspectateurs, le 2e épisode a reçu 4,9 million de téléspectateurs. La série a été officiellement annulée le 13 janvier 2012.

## Épisodes
1. Pilot
2. Shake Your Money Maker
3. Girl Fight
4. Field of Schemes
5. Close Shave
6. Space Invaders
7. Breast Awareness Week
8. Immaculate Deception
9. Surprise Package
10. Hunger Games
11. Cinderella Story
12. Masquerade Balls
13. My So-Called Mid-Life Crisis

## Accueil
La série a reçu unanimement des commentaires négatifs.